# حادثة إطلاق النار في إسبو
حادثة إطلاق النار بمركز سيلو التجاري وقعت في الصباح في الحادي والثلاثين من ديسمبر 2009 إثر الساعة 10:08 بالتوقيت المحلي في مجمع سيلو التجاري بمدينة إسبو جنوب فنلندا. بدأ إطلاق النار قد بعد أن علم المسلح إبراهيم شكوبولي أن خليلته السابقة بات لها محب في متجر للخضر في مركز التسوق حيث تعمل. قتلها شكوبولي أولا في شقتها قبل أن يتوجه نحو المركز.
إبراهيم شكوبولي وهو مهاجر ألباني يبلغ من العمر 43 ويعيش في منذ عام 1990 في فنلندا، قتل في الطابق الأول رجل وأمراة، ثم صعد إلى الطابق الثاني حيث متجر الخضر وقتل رجلين، ثم هرب من المكان، قبل تعثر الشرطة الفنلندية على جثته بعد انتحاره في شقته. القتلى الستة بما فيهم شكوبولي من العاملين في مركز التسوق.
مجمع سيلو للتسوق الذي افتتح في عام 2005، هو أحد أكبرها في البلدان الشمالية بأكثر من 170 متجر. في يوم إطلاق النار كان المجمع يستضيف ما بين اثنين وثلاثة آلاف زبون.